# Fabian Rucker
Fabian Rucker (* 1985 in Salzburg) ist ein österreichischer Jazzmusiker (Alt- und Tenorsaxophon, Komposition).

## Leben und Wirken
Rucker lernte mittels der umfangreichen elterlichen Plattensammlung die Beatles, Bob Dylan, Janis Joplin, Johann Sebastian Bach, Arvo Pärt ebenso wie Charlie Parker kennen. Er studierte an der Anton Bruckner Privatuniversität Linz klassisches Saxophon bei Peter Rohrsdorfer; parallel dazu studierte er am Jazzinstitut derselben Hochschule bei Allan Praskin und Christoph Cech.
2003 gründete Rucker das elektronische Avantgarde-Jazz-Trio [midshi], das 2005 sein Album Wege vorlegte. 2009 wurde er Mitglied in Philipp Nykrins Trio Namby Pamby Boy, mit dem er seit 2011 drei Alben veröffentlichte. Er gehörte zu SK Invitational. Gemeinsam mit Bobby Previte und Mike Gamble gründete er das Trio Previte/Gamble/Rucker, das 2015 ein Album vorlegte. Weiterhin arbeitete er in zahlreichen Gruppen mit, so in Bobby Prevites Projekt Terminal, trat aber auch mit Musikern wie Charlie Hunter, Thomas Gansch, Lylit, Paul Gulda, Greg Osby, Nels Cline, Jim Black, Mühlbacher USW, Christian Muthspiel, Mathias Rüegg, Wolfgang Muthspiel, Matthieu Michel, Gerald Preinfalk, Wolfgang Puschnig, Harry Sokal, David Helbock, Alegre Corrêa, Sunny Murray, Janus Ensemble Wien, Nouvelle Cuisine, Gerd Hermann Ortler oder Beni Schmid auf. Auch auf Alben von Flip Philipp/Ed Partyka, Michael Mantler, Gina Schwarz, Philipp Nykrin und Lia Pale ist er zu hören.
Mit seinem Quintett Fabian Rucker 5, das neben ihm aus Chris Neuschmid, Philipp Nykrin, Andreas Waelti und Andreas Lettner besteht, trat er 2017 erstmals als Bandleader in Erscheinung; in dieser Formation beabsichtigte er, „das Spannungsfeld zwischen Jazz, Popmusik und Moderne auszuloten und sich frei zwischen einer Vielzahl musikalischer Konzepte zu bewegen“. 2019 veröffentlichte er ihr Album Hypocritical Mass bei BMC Records.
Rucker produzierte bereits Alben für Bobby Previte oder Charlie Hunter.

## Preise und Auszeichnungen
Rucker gewann 2003 zusammen mit seinem Trio [midshi] den ersten Preis beim Wettbewerb Podium Competition; 2008 erhielt er als Preisträger des Hans-Koller-Preises das New York Stipendium.